# IC 2822
IC 2822 је спирална галаксија у сазвјежђу Лав која се налази на листи објеката дубоког неба у Индекс каталогу.
Деклинација објекта је + 11° 26' 23" а ректасцензија 11h 26m 34,0s. Привидна величина (магнитуда) објекта IC 2822 износи 14,0 а фотографска магнитуда 14,8. IC 2822 је још познат и под ознакама UGC 6449, CGCG 67-75, PGC 35196.